# Hologerrhum philippinum
Hologerrhum philippinum — вид змій родини Cyclocoridae. Ендемік Філіппін.

## Поширення і екологія
Hologerrhum philippinum мешкають на півночі Філіппінського архіпелагу, на островах Лусон, Катандуанес, Маріндук і Полілло. Вони живуть в гірських тропічних лісах і бамбукових заростях, зокрема поблизу стрімків, на висоті від 200 до 1500 м над рівнем моря, переважно на висоті понад 800 м над рівнем моря.